# Kasikandh
Kasikandh (nep. कासिकाघ) – gaun wikas samiti w zachodniej części Nepalu w strefie Bheri w dystrykcie Dailekh. Według nepalskiego spisu powszechnego z 2011 roku liczył on 809 gospodarstw domowych i 5197 mieszkańców (2589 kobiet i 2608 mężczyzn).